# Fengshun

Lage des Kreises Fengshun im Verwaltungsgebiet der Stadt Meizhou

Der Kreis Fengshun (chinesisch 丰顺县, Pinyin Fēngshùn Xiàn) ist ein Kreis der bezirksfreien Stadt Meizhou in der Provinz Guangdong in der Volksrepublik China. Der Kreis hat eine Fläche von 2.706 km² und zählt 478.731 Einwohner (Stand: Zensus 2020).

## Geschichte
Der Kreis Fengshun wurde im dritten Jahr der Herrschaft Qianlongs in der Qing-Dynastie (1738) gegründet. Er unterstand damals der Gerichtsbarkeit der Präfektur Chaozhou. Seit 1988 untersteht er der Gerichtsbarkeit der Stadt Meizhou.

## Ethnische Zusammensetzung
Fengshun ist für seine große Hakka Population bekannt.

## Wirtschaft
- Landwirtschaft
- Maschinenbau
- Bergbau und Rohstoffgewinnung